# 1644
| 1644               |
| ------------------ |
| Dødsfald - Fødsler |
| • Begivenheder     |

| Gregoriansk kalender | 1644 MDCXLIV            |
| Ab urbe condita      | 2397                    |
| Armensk kalender     | 1093 ԹՎ ՌՂԳ             |
| Kinesiske kalender   | 4340 – 4341 癸未 – 甲申 |
| Etiopisk kalender    | 1636 – 1637             |
| Jødisk kalender      | 5404 – 5405             |
| Hindukalendere       |                         |
| - Vikram Samvat      | 1699 – 1700             |
| - Shaka Samvat       | 1566 – 1567             |
| - Kali Yuga          | 4745 – 4746             |
| Iransk kalender      | 1022 – 1023             |
| Islamisk kalender    | 1054 – 1055             |

Konge i Danmark: Christian 4. – 1588-1648
Se også 1644 (tal)

## Begivenheder

### Udateret
- Sverige angriber og besætter Jylland og Skåne

### Januar
- 9. januar – Slaget ved Eltang nær Kolding, svensk sejr over dansk hær.
- 9. januar – Den svenske hær trængte ind i Nordjylland under Torstenson-Krigen

### Maj
- 16. maj – Danmark besejrer Sverige og Nederlandene i søslaget ved Listerdyb

### Juni
- 1. juni - der udbryder krig mellem England og Holland. Krigen udkæmpes til søs og i kolonierne

### Juli
- 1. juli - Under søslaget på Kolberger Heide mellem en svensk og en dansk flåde rammes kong Christian 4. af granatsplinter og mister synet på det ene øje

### Oktober
- 13. oktober - Sverige besejrer den danske flåde endegyldigt under søslaget ved Femern

### November
- 23. november - Sverige besejrer Det tysk-romerske rige under slaget ved Jüterbog

## Født
- 12. august – Heinrich Ignaz Franz von Biber, bøhmisk komponist. (død 1704).
- 25. september – Ole Rømer, dansk astronom. (død 1710).
- Den berømte violinbygger Antonio Stradivarius (død 1737).

## Dødsfald
- 29. juli - Pave Urban 8. fra 1623 til sin død, han blev efterfulgt af Pave Innocens 10.